# Шотън
Шо̀тън (на английски: Shotton) е град в Северен Уелс, графство Флинтшър. Разположен е около десния бряг на река Дий на границата с Англия и на около 6 km западно от английския град Честър. Има жп гара. В южните му околности е летището на съседните уелски градове Хардън и Бротън. Населението му е 6265 жители според данни от преброяването през 2001 г.